# Liste der Kulturgüter in Muhen
Die Liste der Kulturgüter in Muhen enthält alle Objekte in der Gemeinde Muhen im Kanton Aargau, die gemäss der Haager Konvention zum Schutz von Kulturgut bei bewaffneten Konflikten, dem Bundesgesetz vom 20. Juni 2014 über den Schutz der Kulturgüter bei bewaffneten Konflikten sowie der Verordnung vom 29. Oktober 2014 über den Schutz der Kulturgüter bei bewaffneten Konflikten unter Schutz stehen.
Objekte der Kategorie A sind im Gemeindegebiet nicht ausgewiesen, Objekte der Kategorie B sind vollständig in der Liste enthalten, Objekte der Kategorie C fehlen zurzeit (Stand: 1. Januar 2023).

## Kulturgüter
| Foto |                                                                             | Objekt                                            | Kat. | Typ | Standort                        | Beschreibung |
| ---- | --------------------------------------------------------------------------- | ------------------------------------------------- | ---- | --- | ------------------------------- | --- |
| ja   | Datei hochladen · Wikidata zu Strohdachhaus Lüscher mit Speicher (Q2356552) | Strohdachhaus Lüscher mit Speicher KGS-Nr.: 00192 | B    | G   | Hardstrasse 3 646357 / 243393   | Um 1720/21 erbautes Strohdachhaus, eines der ältesten seiner Art im Aargau. In Holzständerbau errichtetes Hochstudhaus mit gemauerter Nordwestecke. Wird heute als Museum genutzt. Daneben steht ein um 1716 erbauter Getreidespeicher, ein Holzständerbau mit ringsum geführter Laube. |
| ja   | Datei hochladen · Wikidata zu Gasthof "Bären" Untermuhen (Q29580125)        | Gasthof "Bären" Untermuhen KGS-Nr.: 00193         | B    | G   | Hauptstrasse 22 646490 / 243528 | 1829 erbautes Gasthaus mit parallel gestellter Scheune. Zweigeschossige Mauerbauten unter Satteldächern mit Ründen. Verbunden durch niedrigere Zwischenbauten mit runden Toreinfahrten.                                                                                                 |
| ja   | Datei hochladen · Wikidata zu Einbogenbrücke (Q29580122)                    | Einbogenbrücke KGS-Nr.: 15604                     | B    | G   | Kesslerstrasse 646608 / 242155  | 1869 erbaute, einjochige Steinbrücke über die Suhre; ersetzte einen Vorgänger von ca. 1683. |
| BW   | Datei hochladen · Wikidata zu Bauernhaus. (Q29580119)                       | Bauernhaus KGS-Nr.: 15605                         | B    | G   | Alte Strasse 30 646322 / 241913 | Um 1800 erbautes ehemaliges Strohdachhaus, später mit Ziegeldach versehen. Bäuerlicher Vielzweckbau unter vollem Walmdach und zweiseitig ummauertem Wohnteil. |
| BW   | Datei hochladen · Wikidata zu Wohnhaus (Q29580136)                          | Wohnhaus KGS-Nr.: 15607                           | B    | G   | Suhrgasse 20 646631 / 243753    | 1813 erbautes zweigeschossiges Bauernhaus mit gemauertem Dixhuitième-Wohnteil und angebauter Holzscheune unter durchgezogenem Mansarddach. |
| BW   | Datei hochladen · Wikidata zu Schlössli (Q29580129)                         | Schlössli KGS-Nr.: 15608                          | B    | G   | Fabrikstrasse 2 646207 / 243482 | 1619 erbautes repräsentatives Wohnhaus im spätgotischen Stil. Zweigeschossiger Mauerbau unter Satteldach. An der südlichen Traufseite runder Treppenturm mit sechseckigem Spitzhelm. |
| ja   | Datei hochladen · Wikidata zu Reformierte Kirche (Q1570125)                 | Reformierte Kirche KGS-Nr.: 15609                 | B    | G   | Multenrain 646624 / 242904      | Von 1959 bis 1961 nach Plänen von Hans Hauri erbautes Kirchengebäude in Mischbauweise aus Sichtbeton und Mauerwerk. Gebäude-Ensemble bestehend aus sechseckigem Kirchensaal, rechteckigem Kirchgemeindehaus und freistehendem quadratischen Glockenturm.                                |